# روی ویتوریا
روی ویتوریا (انگلیسی: Rui Vitória؛ زادهٔ ۱۶ آوریل ۱۹۷۰) بازیکن سابق و مربی کنونی فوتبال اهل پرتغال است.

## افتخارات

### مربی
فاتیما
- دسته ۳ پرتغال: ۰۹–۲۰۰۸

ویتوریا گیمارش
- جام حذفی پرتغال: ۱۳–۲۰۱۲

بنفیکا
- لیگ برتر پرتغال: ۱۶–۲۰۱۵، ۱۷–۲۰۱۶
- جام حذفی پرتغال: ۱۷–۲۰۱۶
- جام اتحادیه پرتغال: ۱۶–۲۰۱۵
- سوپر جام پرتغال: ۲۰۱۶، ۲۰۱۷

النصر عربستان
- لیگ حرفه‌ای عربستان: ۱۹–۲۰۱۸
- سوپر جام عربستان: ۲۰۱۹

### جوایز شخصی
- بهترین مربی لیگ برتر پرتغال: ۱۶–۲۰۱۵، ۱۷–۲۰۱۶